# Ai-jen Poo

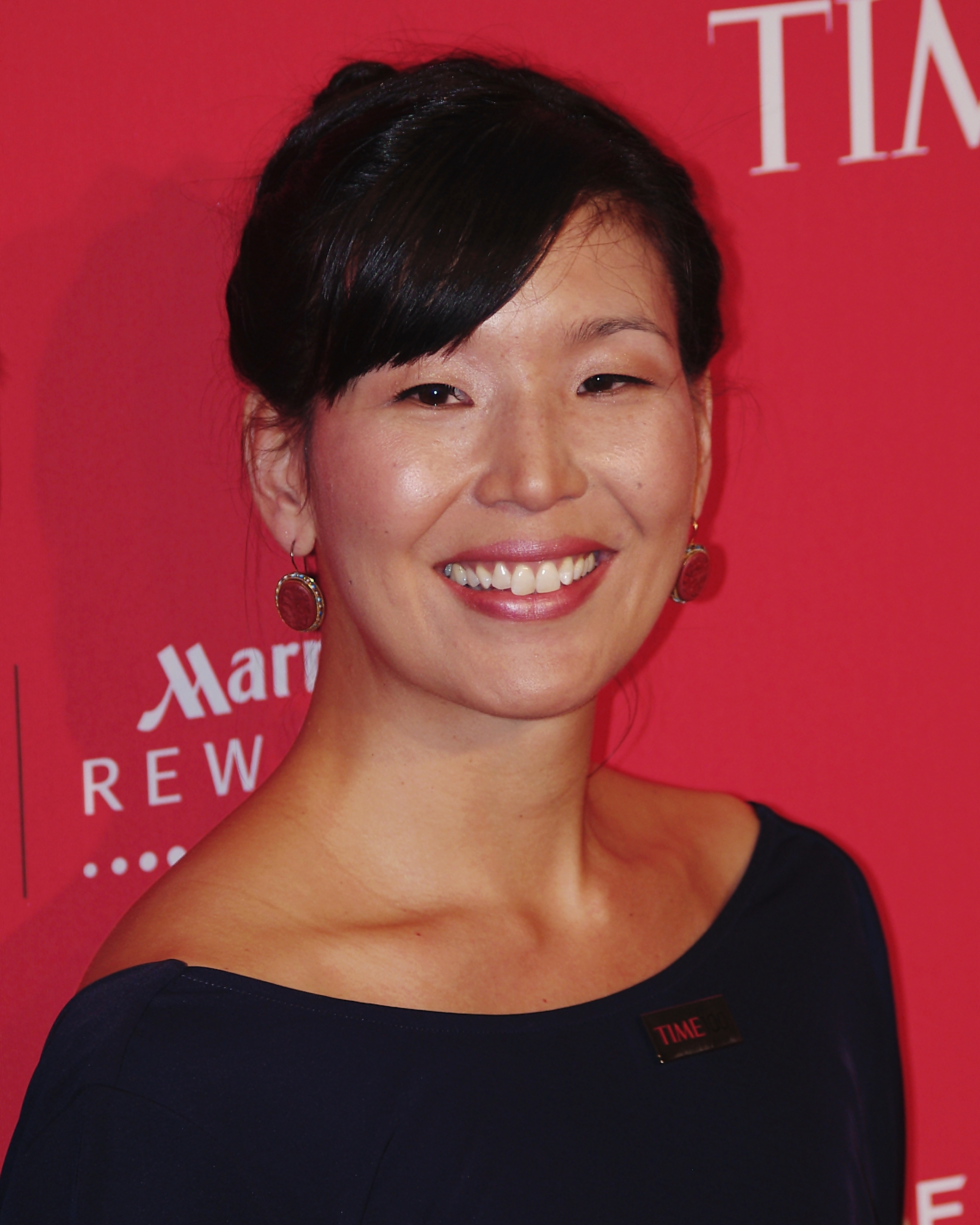
Ai-jen Poo in 2012

Ai-jen Poo (Pittsburgh, 1974) is een Amerikaans activiste.

## Levensloop en werk
Ai-Jen Poo is de dochter van Mu-ming Poo, een Chinees-Amerikaans neurowetenschapper, en Wen-jen Hwu, een oncoloog.
Poo is sinds 1996 actief in de belangbehartiging en vakbeweging van huishoudhulpen. Sinds 2010 leidt ze de National Domestic Workers Alliance (NDWA), een belangenorganisatie voor huishoudhulpen, en sinds 2011 staat ze mee aan het roer van Caring Across Generations, een coalitie van 200 organisaties die ijveren voor een hervorming van de Amerikaanse gezondheidszorg om beter te voldoen aan de noden van ouderen, personen met een handicap en hun mantelzorgers. In 2010 realiseerde de NDWA onder Poo een doorbraak toen de staat New York de Domestic Worker's Bill of Rights goedkeurde en ze huishoudhulpen zo meer rechten gaf.
Poo kreeg veel erkenning voor haar werk. Zo ontving ze in 2014 de Genius Award van de MacArthur Fellowship in 2014, naast tientallen andere prijzen. Time noemde haar in de Time 100-lijst van 2012. Ze ontving een Four Freedoms Award in de categorie 'vrijwaring van gebrek' in 2017.
In 2015 verscheen Ai-jen Poo's boek The Age of Dignity: Preparing for the Elder Boom in a Changing America.